# Мавзолей Кесене
Мавзоле́й Кесене, в просторечии ба́шня Тамерла́на, — исторический памятник, датируемый XIV—XVI веками и расположенный в Варненском районе Челябинской области, в 3 километрах к востоку от села Варна на берегу заросшего озера Большое Кесене. «Кесене» в переводе с казахского обозначает «мавзолей».

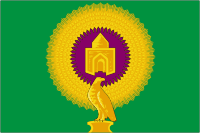
Мавзолей Кесене на флаге Варненского района

## Описание
Комплекс Кесене состоит из кирпичного мавзолея высотой 17 метров, шести курганов эпохи бронзы, кургана раннего железного века и почти 150-ти курганов позднего средневековья. В конце советского периода вокруг башни обнаружили 700 могил. Ученые утверждают, что это — древний некрополь эпохи раннего железного века, а «башня Тамерлана» построена гораздо позже. Возможно, красивые легенды к Тамерлану никакого отношения не имеют, но строение в степи действительно является памятником мусульманской мемориальной архитектуры XIV-XVI вв., установленным над женским захоронением.
Мавзолей воздвигнут из кирпича, в состав которого входили красная глина, яйца диких птиц и верблюжье молоко (по одной из версий — козье). Считалось, что так кирпичи будут прочнее. Предполагают, что их делали возле реки Уй — в районе нынешнего Троицка — и по цепочке передавали до самой башни. Новые кирпичи тоже обжигали по древней технологии, только без верблюжьего молока.
Памятнику присвоен статус республиканского. Вокруг мавзолея — болото, и подъехать к нему можно только по грунтовке, отходящей от трассы на село Новопокровское. К входу ведёт тропинка из крупных булыжников.

## История
Точной информации о происхождении сооружения нет. Первым мавзолей описал капитан П. И. Рычков в 1762 году, считавший его возведённым над могилой царя неизвестного народа. Этнограф Р. Г. Игнатьев уже сто лет спустя после Рычкова констатировал, что киргизы-кочевники и язычники почитают башню храмом неизвестной веры и мавзолеем над прахом святого царя.
В 1889 году профессором Э. Ю. Петри внутри мавзолея были произведены раскопки склепа. Обнаружено женское погребение в лубке, перекрытое досками. В погребении найдены остатки шёлковой ткани, два золотых перстня с арабесками и две серьги в виде знака вопроса. Подобные серьги имеют широкое распространение среди украшений кочевников и лесостепного населения начиная с XIV в. Данный тип шатровых мавзолеев весьма характерен для архитектуры школы Хорезма и Хорасана. Традиция портальных мавзолеев зародилась в середине XIV в. и просуществовала вплоть до XIX в. Наиболее близкими аналогиями мавзолея Кесене являются мавзолеи Маджара (Северный Кавказ), Ирки-баба (Туркменистан), Бэндэбике (Башкортостан).

## Реставрация
В начале 80-х годов XX века здание мавзолея было восстановлено. К 1985 году реставрационные работы завершены, и оно выглядит как новенькое. Старые кирпичи обложили новыми. В мавзолей можно войти через ажурную решетчатую дверь. Внутри здания — одна большая, скупо освещенная комната с каменным полом.